# IBM PC/XT
IBM PC/XT или IBM 5160 (сокращение от англ. eXtended Technology) — семейство персональных компьютеров корпорации IBM, второе поколение IBM PC. Представлено 8 марта 1983 года на базе 16-битного (с 8-битной шиной данных) процессора Intel 8088. Выпуск продолжался по апрель 1987 года. В отличие от оригинального IBM PC включает установленный в системный блок MFM жёсткий диск с интерфейсом ST-412, объёмом 10 Мбайт (в более поздних модификациях — 20 Мбайт), ОЗУ ёмкостью 128 кбайт (базовая модификация) или 256 кбайт с недокументированной возможностью последующего расширения до 640 кбайт, заменой микросхем памяти на материнской плате или расширения при помощи плат памяти, устанавливаемых в один из восьми (вместо пяти у модели 5150) разъёмов шины ISA. С материнской платы был удалён разъём для подключения магнитофона, находившийся в IBM PC рядом с разъёмом клавиатуры. Дисководы для гибких дисков стали двухсторонними, и их ёмкость удвоилась по сравнению с предыдущей моделью. К IBM PC/XT можно было добавить второй дисковод 5¼" и жёсткий диск. Базовая конфигурация оснащалась монохромным видеоадаптером MDA или CGA с отображением до 16 цветов в текстовом режиме и также с 16 цветами в графическом режиме. В более поздних модификациях использовался уже видеоадаптер EGA. Клавиатура имела 83 клавиши: в отличие от современной, на ней функциональных клавиш было 10 вместо 12, выделенные клавиши управления курсором отсутствовали, светодиодные индикаторы не могли управляться от центрального процессора, а в клавиатуре модели 5150 вообще отсутствовали. В моделях IBM PC-XT 286 поставлялась клавиатура с 84 клавишами: добавилась клавиша SysRq (системный запрос или запрос системы) и изменился протокол обмена — линия данных клавиатуры стала двунаправленной. Мощность блока питания в модели IBM PC-XT была увеличена в 2 раза до 130 ватт в сравнении с предыдущей моделью компьютера IBM PC.
В качестве базовой ОС использовалась ОС PC-DOS 2.0 и встроенный IBM BASIC.